# Mahanklasse
De torpedobootjagers van de Mahanklasse dienden in de Amerikaanse marine voor en tijdens de Tweede Wereldoorlog.
De schepen werden gebouwd door verschillende scheepswerven tussen 1935 en 1937. De laatste twee schepen, USS Dunlap en Fanning werden ietwat aangepast en worden soms Dunlapklasse genoemd.
De klasse is vernoemd naar Alfred T. Mahan, een marineofficier en theoreticus op het gebied van kracht op zee.

## Bewapening
OP het moment van bouwen:
- 5× 127mm-kanonnen
- 12 × 533mm-torpedobuizen in een 3×4 formatie
- 4× .50-kaliberluchtafweermachinegeweren
- 2× dieptebomrekken

Rond 1944 werden de schepen opnieuw uitgerust. De precieze uitrusting verschilt van schip tot schip en was afhankelijk van waar en wanneer ze werden gemodificeerd.
- 4× 127mm-kanonnen
- 4× Bofors 40mm-luchtafweergkanonnen in twee dubbelloopskoepels in plaats van middelste 127mm-kanon
- 6 tot 8× Oerlikon 20mm-luchtafweer.
- 12× 533mm-torpedobuizen
- 2× dieptebomrekken
- 4× dieptebomprojectoren